# لويس لين
لويس لين (بالإنجليزية: Lois Lane) هي شخصية كومكس خيالية منشأة من قبل دي سي كومكس، هي حبيبة وزوجة سوبرمان وتعمل صحفية وكاتبة في صحيفة ديلي بلانيت في مدينة ميتروبوليس.

## وصلات خارجية
- لويس لين في سمولفيل ويكي
- لويس لين نسخة محفوظة 26 يناير 2021 على موقع واي باك مشين. على ريد بوتس
- لويس لين على دي سي ويكي
- لويس لين على قاعدة بيانات الأفلام على الإنترنت